# Birthday Girl
|  | Denne artikel er oprettet af botten Steenthbot ud fra en ekstern database. Den kan derfor have sproglige fejl eller mangler. Denne skabelon kan fjernes efter kontrol af indholdet. |

Birthday Girl er en dansk spillefilm fra 2024 instrueret af Michael Noer.

## Handling
Birthday Girl er en psykologisk thriller/drama som udspiller sig over 3 døgn på et krydstogtsskib med kurs mod Caribien. Filmen følger 42-årige Nanna som har inviteret sin datter Cille med for at fejre hendes 18-års fødselsdag. Men på første aften forvandles drømmerejsen til et mareridt, og det går op for Nanna, at hvis hun vil have retfærdighed, må hun tage loven i egne hænder.

## Medvirkende
- Trine Dyrholm
- Flora Ofelia Hoffmann Lindahl
- Herman Tømmeraas
- Maja Ida Thiele